# 堀内正和
堀内 正和（ほりうち まさかず、1911年（明治44年）3月27日 - 2001年（平成13年）4月13日）は、日本の彫刻家である。抽象彫刻の先駆者として知られた。

## 経歴・人物

### 若年期
京都市の生まれ。幼年期より抽象的な彫刻作品に興味を持ち、その作品を制作し続けていた。後に上京し、1929年（昭和4年）に開催された第16回二科展において自身の作品を入選された事がきっかけで、当時通学していた東京高等工芸学校を中退した。その後青山学院大学やアテネ・フランセで彫刻学の教鞭を執る。

### 彫刻家として
後に番衆技塾で藤川勇造の門人となるが、制作中に発生した第二次世界大戦における体制を批判したことによって、制作を一時中断する。親交が深かった辻晉堂との書翰には、橋本平八の彫刻造形や彼の「日本彫刻、西洋彫刻の異」についての考えに関心を持つ様子がうかがえる。1938年（昭和13年）から堀内はアテネ・フランセに通いはじめ、フランス語、ラテン語、ギリシャ語の習得に熱意を向ける一方で、彫刻理論的な方法で、日本と西洋、双方の古代美術への理解を深めようとしていた。
1947年（昭和22年）若年期に二科展に入選されたことの名誉で二科会の会員に採用された。1950年（昭和25年）辻の誘いを受けて、京都市立美術専門学校に赴任、作家としての充実よりも「よき教師」として大学教育を作り上げたいという強い意思のもと、彫刻分野に抽象美術教育を根付かせようと試みた。制作面では、鉄を溶かした構造の抽象的な作品を多く制作した。これにより、日本だけでなく海外でも評判となり、1957年（昭和32年）に開催されたブラジルのサンパウロでのビエンナーレに出品し、一躍有名な彫刻家となった。後にインドのトリエンナーレにも出品する。

### 晩年・死去後
後に立方体や直方体をイメージしたユニークでかつ幾何学的な作品も制作し、多くの賞を受賞する。1966年（昭和41年）に二科会を退会し、1974年（昭和49年）に京都市立美術専門学校を退職した。死去から約17年後の2018年（平成30年）12月8日から2019年（平成31年）3月24日まで、神奈川県立近代美術館で彼の展覧会が開催された。

## 受賞歴
- 高村光太郎賞 - 1963年（昭和38年）
- 第1回現代国際彫刻展大賞 - 1969年（昭和44年）
- 第3回長野市野外彫刻賞 - 1975年（昭和50年）
- 第28回毎日芸術賞 - 1987年（昭和62年）

## 主な作品
- 『首』- この作品で二科展に入選。
- 『海の風』- 高村光太郎賞受賞。
- 『立方体の二等分』- 第1回現代国際彫刻展受賞。
- 『鳩』 - 仏像とオリエントの女神が融合しており、直立の立ち姿によって像の正面性と垂直性を強調している点や、足に纏い付く衣紋の表現に特徴が見られ、この特徴は橋本平八に共通点があると指摘される[1]。

## 著書
- 『ジャン・アルプ』平凡社〈ファブリ世界彫刻集 15〉、1972年。全国書誌番号:75049361。
- 『HORIUTI』現代彫刻センター、1977年8月。全国書誌番号:77025638。
- 『堀内正和の彫刻』河出書房新社、1978年2月。全国書誌番号:78009207。
  - 『堀内正和の彫刻』（増補新版）河出書房新社〈アート・テクニック・ナウ 10〉、1995年4月。ISBN 9784309716800。全国書誌番号:95060394。
- 『坐忘録 オフザケッセ&クソマジメレクチャクチャ』美術出版社、1990年11月。ISBN 9784568201376。全国書誌番号:91016754。
- 『ユーレーカ 堀内正和作品資料集成』美術出版社、1996年5月。ISBN 9784568103069。全国書誌番号:96064999。